# Mike Nichols
Mike Nichols, rodným jménem Michail Igor Peschkowsky (6. listopadu 1931 Berlín – 19. listopadu 2014 New York) byl americký komik a divadelní a filmový režisér narozený v německé židovské rodině, po otci ruského původu. Svou kariéru začal v 50. letech 20. století s improvizační kabaretní skupinou Compass Players, kde tvořil komediální dvojici s Elaine Mayovou. V roce 1968 získal Oscara za nejlepší režii za film Absolvent. Jeho dalšími známými filmy jsou Kdo se bojí Virginie Woolfové?, Hlava 22, Tělesné vztahy, Silkwoodová (kamera Miroslav Ondříček), Podnikavá dívka, Vlk, Ptačí klec, Na dotek, Soukromá válka pana Wilsona (jeho poslední film) a televizní minisérie Andělé v Americe.
Nichols se stal jedním z několika málo umělců, kteří získali Emmy, Grammy, Oscara i Cenu Tony. Jeho filmy celkově posbíraly 42 nominací na Oscara a sedm jich vyhrály.

## Mládí a vzdělání
Mike Nichols se narodil v Berlíně jako Michail Pavlovič Petschkowsky. Jeho otec, lékař Pavel (Nikolajevič) Petschkowsky, se narodil ve Vídni a pocházel z bohaté sibiřské židovské rodiny, která emigrovala během ruské revoluce. Matka Brigitte byla dcerou filozofa Gustava Landauera a spisovatelky Hedwig Lachmannové. Skrze matčinu rodinu byl Nichols vzdáleně spřízněn s Albertem Einsteinem.
Ve čtyřech letech utrpěl nežádoucí následky očkování proti černému kašli, když po něm přišel o vlasy. Po zbytek života tak nosil paruku a umělé obočí.
Roku 1939 s rodinou uprchl před nacismem do USA a usadili se v New Yorku. Jeho otec si změnil jméno na Paul Nichols (Nichols podle svého otčestva) a vypracoval se v úspěšného manhattanského lékaře.
Z původně zahájeného studia na Newyorské univerzitě přešel Mike Nichols roku 1950 na Univerzitu Chicago, kde prožil šťastná léta. Roku 1953 nastoupil do skomírající rozhlasové stanice WFMT jako hlasatel a brzy zde vytvořil svébytný pořad folkové hudby, založený na živém vysílání. Pořad nazvaný The Midnight Special, který Nichols uváděl každou sobotu po dva roky, měl takový úspěch, že se v tomto čase vysílá dodnes.